# Виконт Крейгавон

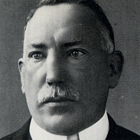
Джеймс Крейг, 1-й виконт Крейгавон (1871—1940)

Виконт Крейгавон (англ. Viscount Craigavon) из Стормонта в графстве Даун — угасший наследственный титул в системе Пэрства Соединённого королевства. Он был создан 20 января 1927 года для сэра Джеймса Крейга, 1-го баронета (1871—1970), премьер-министра Северной Ирландии (1921—1940). 5 февраля 1918 года для него был создан титул баронета Крейга из Стормонта в графстве Даун. Он был депутатом Палаты общин Великобритании от Восточного Дауна (1906—1918) и Среднего Дауна (1918—1921), занимал посты казначея королевского двора (1916—1918), парламентского и финансового секретаря Адмиралтейства (1920—1921), также был депутатом парламента Северной Ирландии от Северного Дауна (1929—1940) и лидером ольстерской юнионистской партии (1921—1940).
Титул угас 31 марта 2025 года, со смертью его внука, Джанрика Фрейзера Крейга, 3-го виконта Крейгавона (1941—2025), который сменил своего отца в 1974 году. Лорд Крейвоган — был одним из девяноста избранных наследственных пэров, которые оставались в Палате лордов Великобритании после принятия Акта Палаты лордов 1999 года и являлся независимым членом парламента.
Семейная резиденция — Крейвоган-хаус в окрестностях Белфаста в графстве Антрим (Северная Ирландия).

## Виконты Крейгавон (1927)
- 1927—1940: Джеймс Крейг, 1-й виконт Крейгавон (8 января 1871 — 24 ноября 1940), сын Джеймса Крейга (1828—1900);
- 1940—1974: Джеймс Крейг, 2-й виконт Крейгавон (2 марта 1906 — 18 мая 1974), старший сын предыдущего;
- 1974—2025: Джанрик Фрейзер Крейг, 3-й виконт Крейгавон (9 июня 1944 — 31 марта 2025), единственный сын предыдущего.

Титул угас.